# Le Rugby à XIII, une légende vivante
Le Rugby à XIII, une légende vivante est un essai de  Pierre Carcau concernant le  rugby à XIII, paru en 2022, qui, malgré une diffusion modeste inhérente à un sport lui-même sous-médiatisé, a  connu une relative reconnaissance des médias français et étrangers.
Il est préfacé par la sportive Jessika Guehaseim.

## Présentation
Pierre Carcau propose, en dix chapitres, une présentation synthétique et pédagogique de l'histoire du rugby à XIII de sa création en 1895 au début des années 2020, en proposant dans un chapitre final une vision prospective du rugby à XIII à l'horizon 2095.
Mais l'essai ne suit pas nécessairement un ordre linéaire et chronologique, puisque certains chapitres sont consacrés à des thèmes de société en lien avec la discipline comme l'égalité homme-femme, l'inclusion des minorités, la couverture par les médias et la géopolitique sportive.
Son titre, assez long, évoque un autre titre du rugby à XIII, Le rugby à XIII, le plus français du monde de Louis Bonnery.

## Préface
La préface, écrite par la joueuse Jessika Guehaseim, commence par une citation de l'acteur Russel Crowe, également propriétaire d'un club de rugby à XIII ;

« Dans ma vie, j’ai été Gladiateur, j’ai été le père de Superman, j’ai été Robin des Bois, mais tout ce que j’ai toujours voulu être, c’est joueur de rugby à XIII »

Cette citation attire l'attention des médias qui y font parfois référence en même temps qu'ils font référence à l'essai lui-même.

## Préambule
Le préambule explique ce qui a inspiré l'auteur : une interview du joueur Elie Brousse au journaliste Hervé Girette, dans laquelle le « Tigre de Sydney », comme il est surnommé, fait un constat assez pessimiste du rugby à XIII actuel.

## Parution et réception critique
Paru en janvier 2022, le livre reçoit un accueil favorable.
Ainsi, pour le journaliste sportif du Figaro  Arnaud Coudry l'ouvrage  « apporte un éclairage et plein de petites infos, dans un style alerte et enjoué ».
Pour le site internet Treize Mondial, il s'agit d' « un livre au format poche disponible au prix de [...]  où [l'auteur]   raconte, interpelle, mais aussi imagine le devenir d’un sport en France qui accueillera la Coupe du monde en 2025. Sport au passé glorieux, qui historiquement a connu bien des rebondissements et qui se veut avoir un avenir radieux ».
Le livre trouve aussi un écho dans la presse treiziste britannique, ainsi pour le magazine Rugby League World le livre est « un véritable plaidoyer pour regarder le rugby à XIII français et international d'aujourd'hui dont la légende est bien vivante  ».
Le magazine  Forty 20 y voit quant à lui « un petit bijou pour les experts ou ceux qui veulent le devenir dans un style accessible aussi bien pour les jeunes que pour les anciens ».
En revanche, le livre semble ignoré par les institutions officielles françaises comme la fédération nationale. 